# 銅雀區

銅雀區行政區劃圖

銅雀區（韩语：／ Dongjak gu）是大韓民國首都首爾特別市的一個區。此區有3所大學，包括總神大學、中央大學和崇實大學。

## 姊妹城市
- 加拿大卑斯省大溫哥華素里市

## 交通

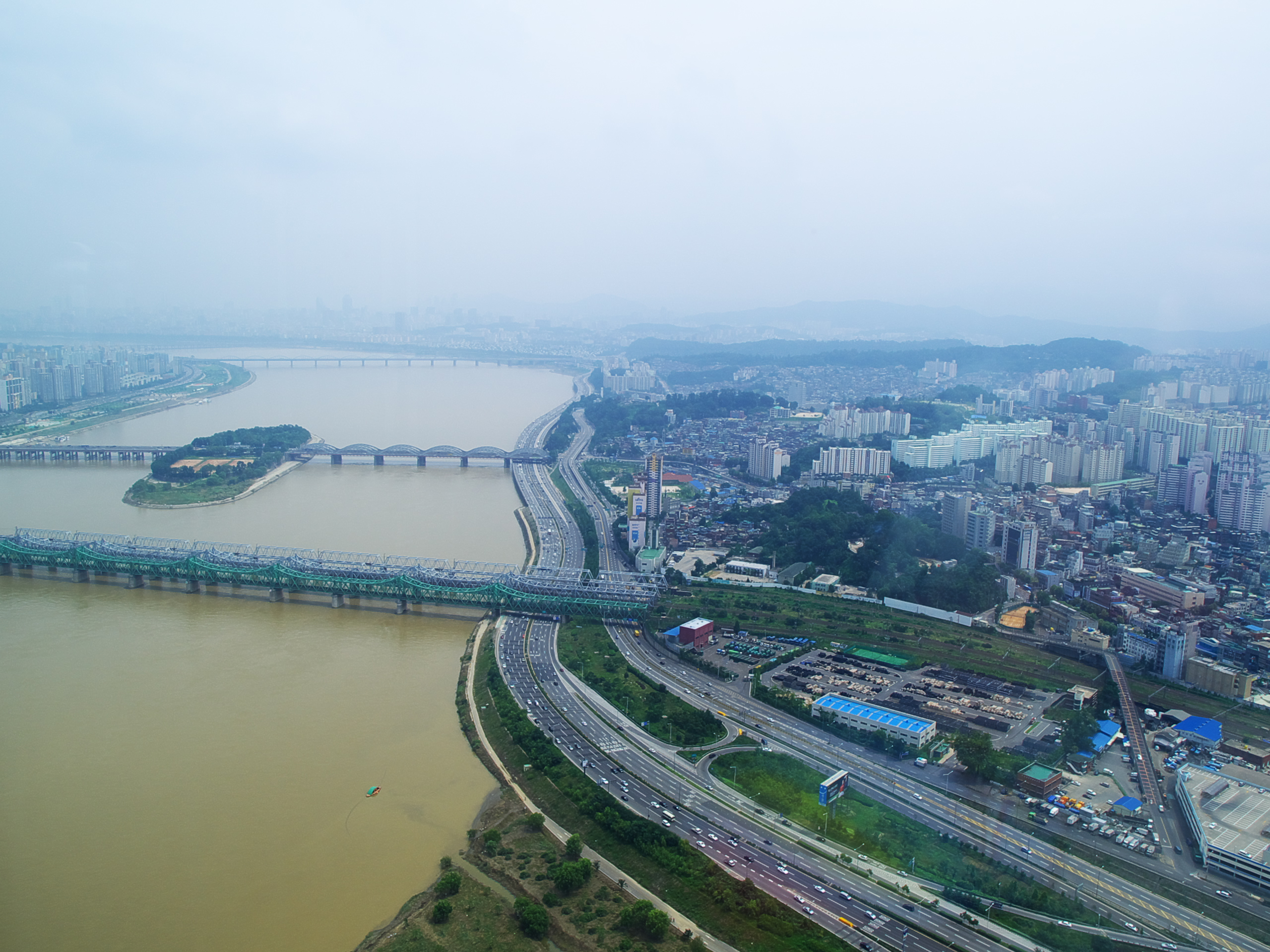
漢江鐵橋與漢江大橋

此區在1900年就建立了漢江的第一條橋樑漢江鐵橋與1917年建立的第一條跨過漢江的道路橋樑漢江大橋，也是1899年開通的大韓民國第一條正式鐵路線京仁線總站鷺梁津站所在地。
地鐵
- 京仁線（●首都圈電鐵1號線）：鷺梁津站 - 大方站
- ●首爾地鐵2號線：新大方站
- ●首都圈电铁4号线：銅雀站 - 總神大學站 - 舍堂站
- ●首爾地鐵7號線：梨水站 - 南城站 - 崇實大學站 - 上道站 - 長丞拜基站 - 新大方丁字路口站 - 波拉美站
- ●首爾地鐵9號線：鷺梁津站 - 鷺得站 - 黑石站 - 銅雀站